# Guvernul Alexandru G. Golescu
Guvernul Alexandru G. Golescu a fost un consiliu de miniștri care a guvernat România în perioada 2 februarie - 18 aprilie 1870.

## Componența
- Președintele Consiliului de Miniștri

Alexandru G. Golescu (2 februarie - 18 aprilie 1870)
- Ministrul de interne

Alexandru G. Golescu (2 februarie - 18 aprilie 1870)
- Ministrul de externe

ad-int. Alexandru G. Golescu (2 februarie - 18 aprilie 1870)
- Ministrul finanțelor

Ioan Al. Cantacuzino (2 februarie - 18 aprilie 1870)
- Ministrul justiției

Dimitrie P. Vioreanu (2 februarie - 18 aprilie 1870)
- Ministrul de război

Colonel George Manu (2 februarie - 18 aprilie 1870)
- Ministrul cultelor și instrucțiunii publice

George Mârzescu (2 februarie - 18 aprilie 1870)
- Ministrul lucrărilor publice

Dimitrie Cozadini (2 februarie - 18 aprilie 1870)

## Sursa
- Stelian Neagoe - "Istoria guvernelor României de la începuturi - 1859 până în zilele noastre - 1995" (Ed. Machiavelli, București, 1995)

| Precedat(ă) de: Guvernul Dimitrie Ghica | Guvernul Alexandru G. Golescu 2 februarie - 18 aprilie 1870 | Succedat(ă) de: Guvernul Manolache Costache Epureanu (1) |